# Мазуровка (Полтавский район)
Мазуровка (укр. Мазурівка) — село,
Мачеховский сельский совет,
Полтавский район,
Полтавская область,
Украина.
Код КОАТУУ — 5324083206. Население по переписи 2001 года составляло 23 человека.

## Географическое положение
Село Мазуровка находится на расстоянии в 0,5 км от села Кованчик и в 1-м км от села Рожаевка.
По селу протекает пересыхающий ручей с запрудой.

## Экология
В 2-х км от села расположен аэропорт.